# 十字架を担うキリスト (ロット)
『十字架を担うキリスト』（じゅうじかをになうキリスト、仏: Le Portement de croix、英: Jesus Carrying the Cross）は、イタリア・盛期ルネサンスのヴェネツィア派の画家ロレンツォ・ロットが1526年にキャンバス上に油彩で制作した絵画である。史料は、ヴェネツィアのコレクションにあったロットによる、この主題に関する2つの作品に触れている。これらのうちの1点は、ベルガモ生まれの貴族、ヤコポ・ピゲッティ (Jacopo Pighetti) の家にあったもので、おそらく現在パリのルーヴル美術館にある本作品である。ローマに移された後、フランスで売却され、1982年以来、ルーヴル美術館に収蔵されている。右下の十字架の部分に署名と制作年が「Laur. Lotus / 1526」と記されている。

## 作品
「マタイによる福音書」、「マルコによる福音書」、「ルカによる福音書」によれば、キリストの十字架を背負わされたのはキレネ人のシモンであった。「ヨハネによる福音書」(19章17節) にのみ、キリストが重い十字架を背負って、ゴルゴタの丘を登ったと伝えられている。
絵画は、セバスティアーノ・デル・ピオンボが1526年に故郷のヴェネツィアに戻り、最初に仕上げた作品の1つである。画家はそれ以前の20年ほどをローマやフィレンツェを含むイタリアの各地で過ごし、多様な様式の影響を受けが、ヴェネツィア帰郷後の本作は、かつての師であり仲間であったチーマ・ダ・コネリアーノやジョルジョーネの影響を示している。クローズアップの構図は、ヴェネツィア派の同主題の作品と類似している。
画面の焦点は、もっぱらキリストである。彼の深紅の衣服と血のにじんだ茨の冠は受難の象徴である。首に縄をかけられているキリストの穏やかで、色白の顔は、彼をゴルゴタの丘へと追い立てる兵士たちの陰鬱で、暗色の顔と対照をなしている。キリストの頬を伝う涙は、触覚的に描写されている。

## ヴェネツィア派の『十字架を担うキリスト』

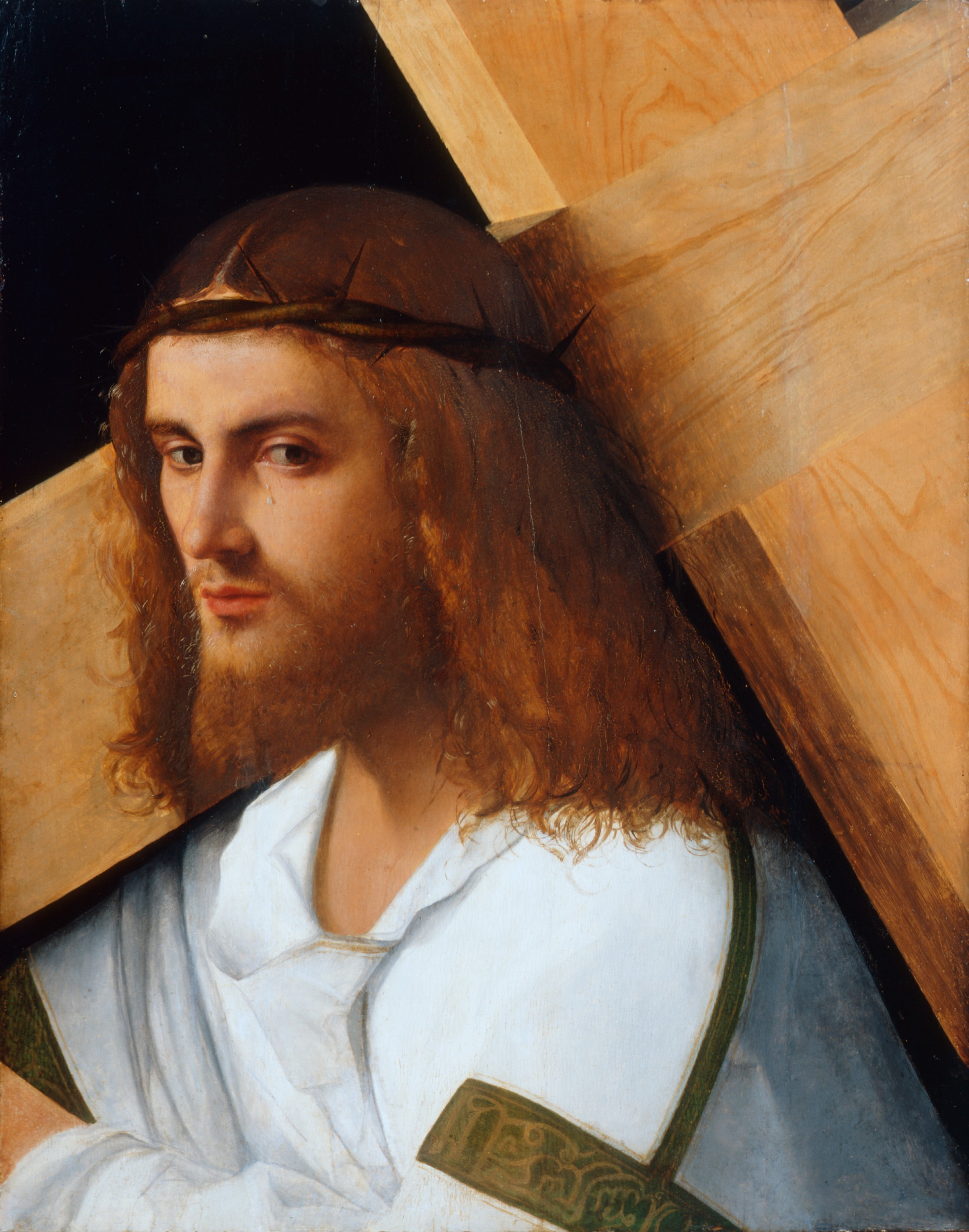
ジョヴァンニ・ベッリーニ周辺の画家 『十字架を担うキリスト』(1505-1510年)、イザベラ・スチュワート・ガードナー美術館 (ボストン)
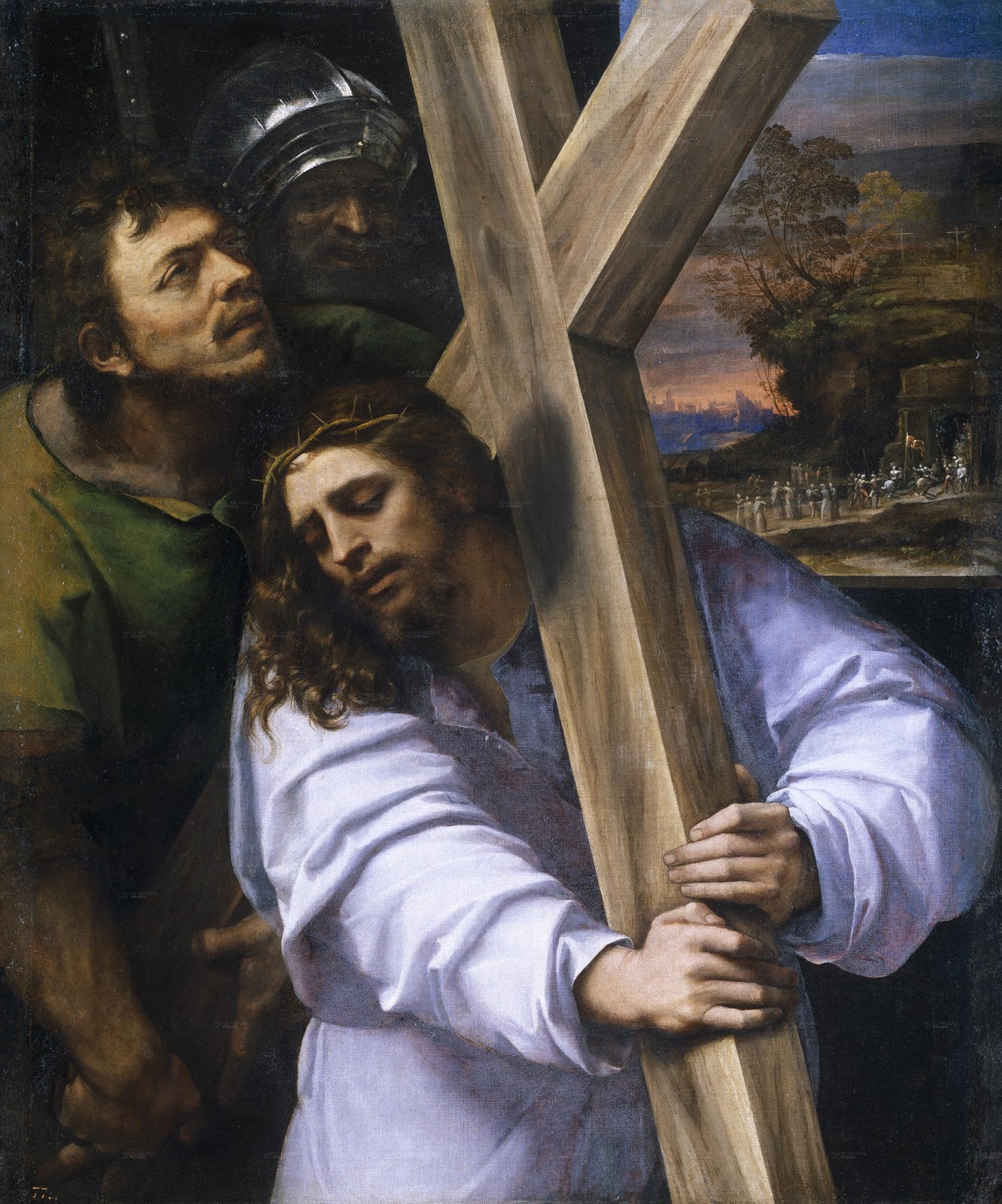
セバスティアーノ・デル・ピオンボ 『十字架を担うキリスト』(1513-1514年)、プラド美術館 (マドリード)
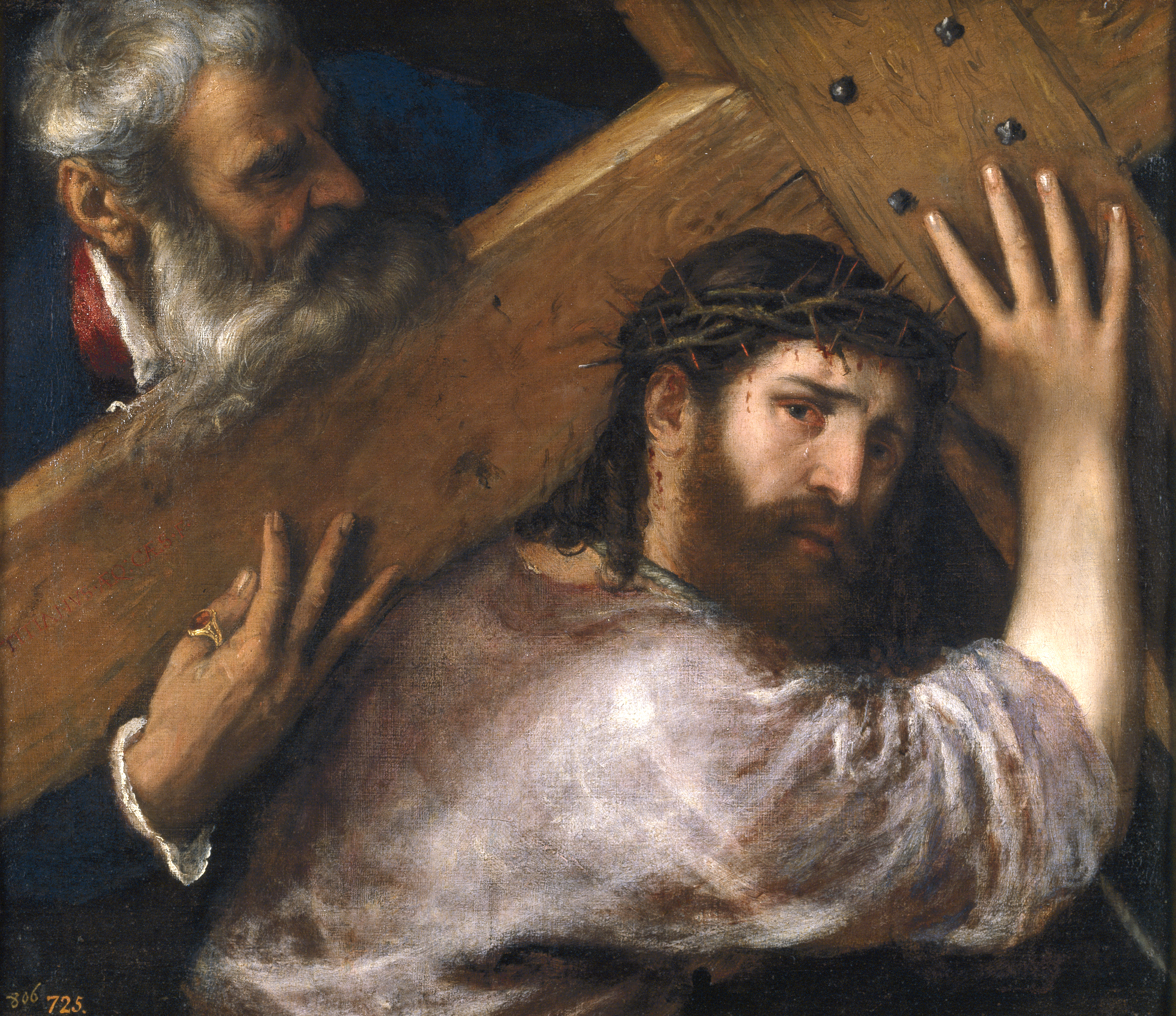
ティツィアーノ・ヴェチェッリオ 『十字架を担うキリスト』(1565年)、プラド美術館 (マドリード)